# Porto-da-Paz
Porto da Paz (em francês:  Port-de-Paix; em crioulo haitiano: Pòdpè), é uma comuna do Haiti, situada no departamento do Noroeste e no arrondissement de Porto da Paz.
De acordo com o censo de 2003, sua população total é de 120 267 habitantes.